# Енот-ракоед
Енот-ракоед, агуара, или просто ракоед (лат. Procyon cancrivorus) — вид енотов, происходящих из болот и джунглей Центральной и Южной Америки (включая Тринидад и Тобаго). Хотя еноты этого вида и называются ракоедами, это не означает, что они питаются лишь ракообразными — они стремятся искать и есть раков, лишь когда это возможно.

## Описание
Своим пушистым хвостом и рисунком на мехе вокруг глаз, образующим «бандитскую маску», он напоминает своего северного сородича, енота-полоскуна. Енот-ракоед выглядит несколько меньше и имеет более обтекаемое тело, чем у енота-полоскуна, так как шерсть первого короче, хотя тело покрыто ею примерно одинаково. Голова и тело составляют в длину от 41 до 60 см, длина хвоста от 20 до 42 см, высота в холке около 23 см, а вес тела колеблется от 2 до 12 кг. Самцы обычно крупнее самок. Шерсть енота-ракоеда на спине и на боках коричневая, а на брюшке серая, а на хвосте пять-шесть чёрно-белых колец. Живут еноты-ракоеды в дикой природе более 5 лет.

## Поведение
Енот-ракоед — одиночное ночное животное, у него очень хорошо развито ночное зрение, а также слух. У ракоедов очень гибкие пальцы с острыми когтями, они отлично лазают по деревьям. Они почти всегда держатся вблизи ручьёв, озёр и рек.

## Питание
Енот-ракоед питается крабами, омарами и другими ракообразными, но он всеяден, и его диета также включает в себя, например, небольших земноводных, яйца черепах и фрукты.

## Размножение
Спариваются еноты-ракоеды раз в год с несколькими самками. Беременность самки протекает около 70 дней. Рождаются с июля по сентябрь, в количестве от 2 до 5, слепых и беззубых детёнышей. Молоком матери они питаются около 10 недель, а глаза открывают через три недели.

## Галерея

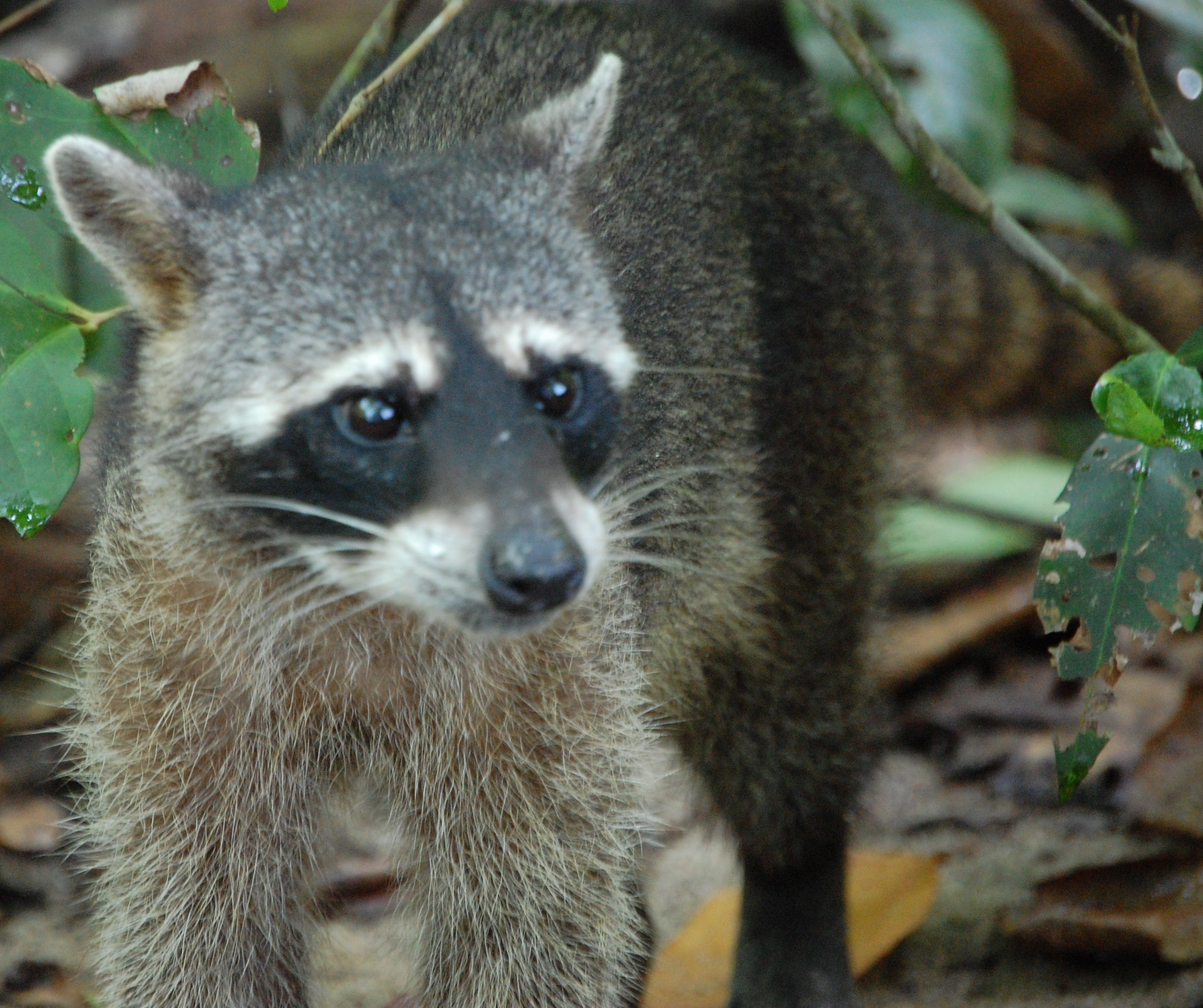
Енот-ракоед в национальном парке Мануэль Антонио, Коста-Рика
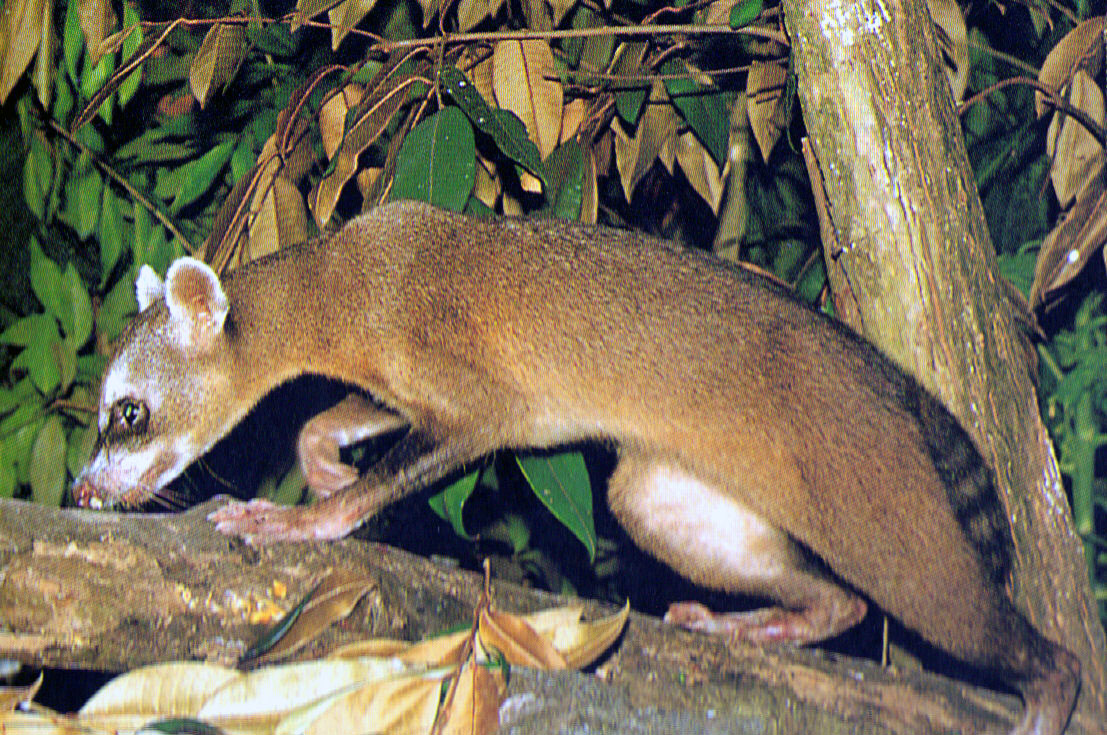
Енот-ракоед с коричневой шерстью и более мелкой маской на морде
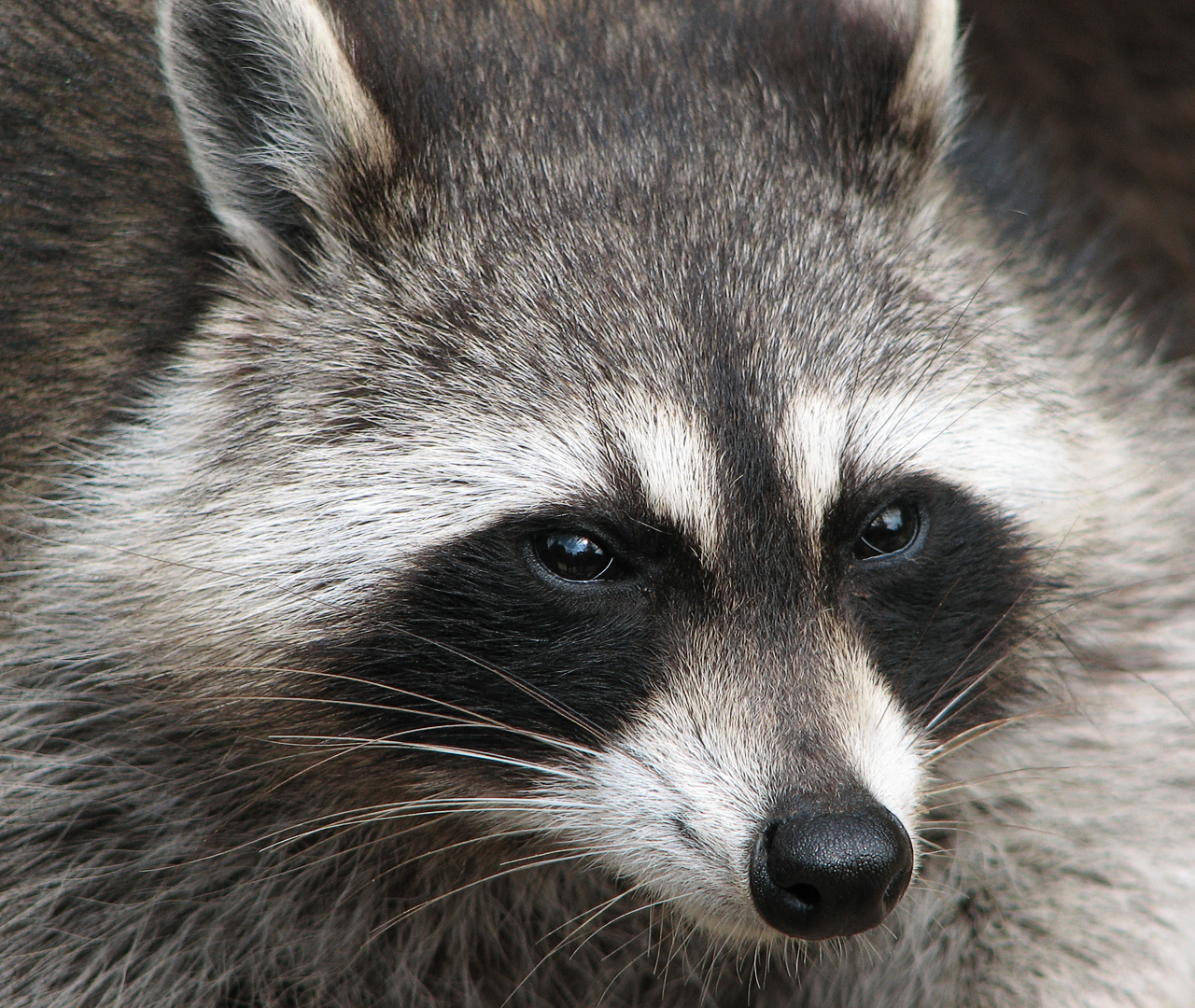
Енот-полоскун (Procyon lotor) — у него несколько больше шерсти, чем у енота-ракоеда
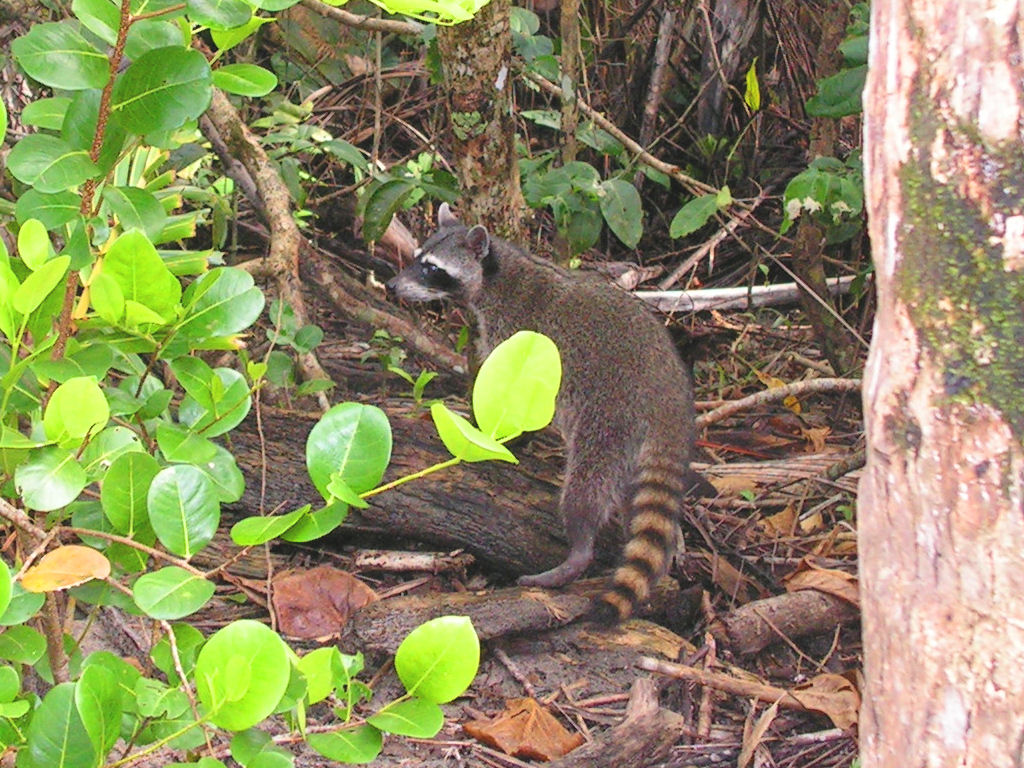
Национальный парк Мануэль Антонио, Коста-Рика